# Brownsville (Florida)
Brownsville és una concentració de població designada pel cens dels Estats Units a l'estat de Florida. Segons el cens del 2000 tenia 14.393 habitants.

## Demografia
Segons el cens del 2000, Brownsville tenia 14.393 habitants, 4.814 habitatges, i 3.254 famílies. La densitat de població era de 2.426,7 habitants per km².
Dels 4.814 habitatges en un 34,3% hi vivien nens de menys de 18 anys, en un 21,1% hi vivien parelles casades, en un 39,2% dones solteres, i en un 32,4% no eren unitats familiars. En el 27,9% dels habitatges hi vivien persones soles el 12,7% de les quals corresponia a persones de 65 anys o més que vivien soles. El nombre mitjà de persones vivint en cada habitatge era de 2,98 i el nombre mitjà de persones que vivien en cada família era de 3,66.
Per edats la població es repartia de la següent manera: un 35% tenia menys de 18 anys, un 10% entre 18 i 24, un 25,7% entre 25 i 44, un 17,4% de 45 a 60 i un 11,9% 65 anys o més.
L'edat mediana era de 29 anys. Per cada 100 dones de 18 o més anys hi havia 75,2 homes.
La renda mediana per habitatge era de 16.902 $ i la renda mediana per família de 19.703 $. Els homes tenien una renda mediana de 21.098 $ mentre que les dones 21.182 $. La renda per capita de la població era de 9.722 $. Entorn del 37,4% de les famílies i el 42,7% de la població estaven per davall del llindar de pobresa.

## Poblacions més properes
El següent diagrama mostra les poblacions més properes.